# AoA
Kąt nadejścia sygnału (ang. Angle of arrival, AoA) – pomiar kąta nadejścia sygnału jest metodą określenia kierunku propagacji fali radiowej za pomocą szyku antenowego. Metoda AoA określa kierunek poprzez pomiar różnicy czasów nadejścia sygnału (TDoA) przez poszczególne elementy szyku antenowego -- z tych opóźnień obliczany jest kąt nadejścia sygnału.
Ogólnie rzecz biorąc, pomiar TDoA jest wykonywany przez mierzenie różnic w odebranej fazie na każdym elemencie szyku antenowego. Można to rozumieć jako odwrotność kształtowania wiązki. Przy kształtowaniu wiązki, sygnał z każdego elementu jest opóźniony o pewną wagę w celu „wysterowania” zysku szyku antenowego. W przypadku kąta nadejścia sygnału, opóźnienie nadejścia sygnału jest mierzone na każdym elemencie i przekształcane na pomiar kąta.
Rozważmy, na przykład, szyk dwu elementowy gdzie elementy są oddalone od siebie o pół długości odbieranej fali radiowej. Jeśli fala radiowa nadchodzi w osi optycznej szyku antenowego, nadejdzie ona do każdego elementu antenowego w tym samym czasie. Da to różnicę fazową równą 0° zmierzoną pomiędzy dwoma elementami antenowymi, równoważną kątowi nadejścia sygnału 0°. Jeśli fala radiowa nadchodzi prostopadle do osi optycznej szyku antenowego, wówczas różnica faz wyniesie 180° pomiędzy elementami, co jest równoważne kątowi nadejścia sygnału równemu 90°.
Obecnie pomiar kąta nadejścia sygnału jest stosowany w lokacji geodezyjnej lub geolokalizacji telefonów komórkowych. Pozwala to spełnić wymagania przepisów wymagających, aby systemy komórkowe zgłaszały lokalizację telefonu komórkowego wybierającego numer alarmowy (112 w Europie, 911 w USA) lub dla zapewnienia specjalnej usługi, która umożliwia właścicielowi telefonu uzyskanie informacji o własnym położeniu. Wiele odbiorników na stacji bazowej może obliczyć kąt nadejścia sygnału z telefonu komórkowego i w ten sposób określić jego położenie na ziemi.
Metoda jest często wykorzystywana do namierzania nielicencjonowanych urządzeń nadawczych oraz w zastosowaniach militarnych.
W optyce metoda ta jest rozważana z perspektywy interferometrii.